# Birnfeld (Stadtlauringen)

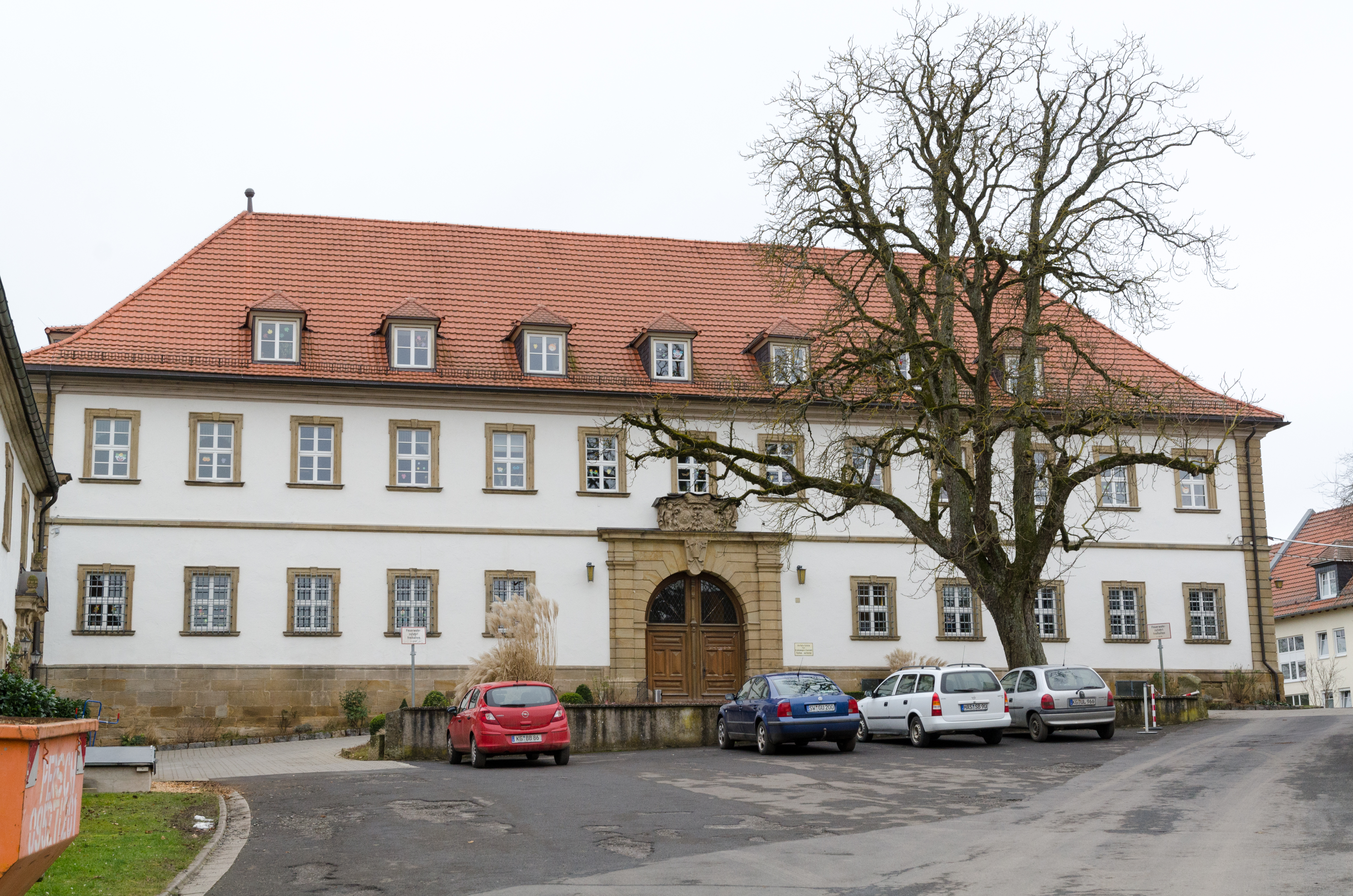
Schloss Birnfeld. Der von Joseph Greissing 1717–1719 errichtete Hauptbau.

Birnfeld ein Gemeindeteil des Marktes Stadtlauringen im unterfränkischen Landkreis Schweinfurt in Bayern.

## Geographie
Das Pfarrdorf Birnfeld liegt am Fuße der Haßberge etwa sechs Kilometer nordöstlich von Stadtlauringen. Das Dorf hat etwa 430 Einwohner und liegt auf 334 m ü. NHN.

## Geschichte
Am 1. Mai 1978 wurde die bis dahin selbständige Gemeinde in den Markt Stadtlauringen eingegliedert.

## Allgemeines
In der Ortsmitte sticht die sogenannte „Gerichtslinde“ neben der katholischen Kirche St. Michael ins Auge.
Schloss Birnfeld ist heute ein Seniorenheim mit Pflegeeinrichtung.
Zwischen Birnfeld und dem Nachbardorf Wetzhausen liegt Schloss Craheim, das jüngste Schloss Bayerns, heute ein christliches Begegnungszentrum.

## Sonstiges
Nach dem Ort ist der Asteroid des Hauptgürtels (365130) Birnfeld benannt.